# Facultad de Ciencias de la Educación (Universidad de Santiago de Compostela)
La Facultad de Ciencias de la Educación de Santiago de Compostela es un centro docente universitario perteneciente a la Universidade de Santiago de Compostela, dedicado a la docencia e investigación de los estudios relacionados con la didáctica, la pedagogía y la educación. Se encuentra en el Campus Universitario Norte de Santiago de Compostela.

## Titulaciones
Actualmente en la Facultad de Ciencias de la Educación de la Universidade de Santiago de Compostela se imparten los siguientes estudios universitarios oficiales:
Titulaciones de Grado:
- Grado en Maestro/a de Educación Infantil
- Grado en Maestro/a de Educación Primaria
- Grado en Educación Social
- Grado en Pedagogía

Titulaciones de máster:
- Máster Universitario en Profesorado de Educación Secundaria Obrigatoria y Bachillerato, *Formación Profesional y Enseñanza de Lenguas
- Máster Universitario en Investigación en Educación, Diversidad Cultural y Desarrollo Comunitario
- Máster Universitario en Procesos de Formación
- Máster Universitario en Igualdad, Género y Educación

## Departamentos
Departamentos que imparten docencia neste centro:
- Bioloxía Funcional
- Ciencia Política e Socioloxía
- Departamento externo vinculado ás titulacións
- Dereito Común
- Dereito Público Especial e da Empresa
- Didácticas Aplicadas
- Economía Aplicada
- Edafoloxía e Química Agrícola
- Estatística, Análise Matemática e Optimización
- Filoloxía Clásica, Francesa e Italiana
- Filoloxía Galega
- Filoloxía Inglesa e Alemá
- Filosofía e Antropoloxía
- Física de Partículas
- Historia
- Historia da Arte
- Lingua e Literatura Españolas, Teoría da Literatura e Lingüística Xeral
- Matemáticas
- Pedagoxía e Didáctica
- Psicoloxía Evolutiva e da Educación
- Psicoloxía Social, Básica e Metodoloxía
- Psiquiatría, Radioloxía, Saúde Pública, Enfermaría e Medicina
- Xeografía